# Болвил (Охајо)
Болвил (енгл. Ballville) насељено је место без административног статуса у америчкој савезној држави Охајо.

## Демографија
По попису из 2010. године број становника је 2.976, што је 279 (-8,6%) становника мање него 2000. године.
| Група             | 2000.         | 2010.         |
| Белци             | 3.046 (93,6%) | 2.762 (92,8%) |
| Афроамериканци    | 41 (1,3%)     | 42 (1,4%)     |
| Азијати           | 24 (0,7%)     | 16 (0,5%)     |
| Хиспаноамериканци | 120 (3,7%)    | 116 (3,9%)    |
| Укупно            | 3.255         | 2.976         |